# آهنگ دونفره
آهنگ دو نفره فیلمی به کارگردانی آرزو ارزانش، نویسندگی بابک کایدان و تهیه‌کنندگی جواد نوروزبیگی محصول سال ۱۳۹۹ است. این فیلم در سی و نهمین دوره جشنواره فیلم فجر حضور داشته است.

## بازیگران
- احمد مهران‌فر: پاشا
- فرزاد فرزین:[۱] ایلیا کمالات
- بهاره کیان‌افشار: الیکا کمالات
- هادی کاظمی: صمصامی (اسپانسر ایلیا)
- علیرضا استادی: پدر گلاویژ
- النا حیدری: نازنین (نامزد پاشا)
- امیرحسین رستمی: سامی
- جواد زیتونی: پدربزرگ نامزد پاشا
- علی برقی: برادر گلاویژ